# Вулиця Князя Володимира Мономаха (Київ)
Ву́лиця Князя Володи́мира Монома́ха — вулиця у Шевченківському районі міста Києва, місцевість Татарка. Пролягає від вулиць Стара Поляна і Нижньоюрківської до Половецької вулиці (продовженням слугує Загорівська вулиця).
Прилучаються Соляна, Печенізька і Татарська вулиці.

## Історія
Вулиця виникла у середині XIX століття. 1866 року вперше згадана як окрема вулиця під назвою Верхньоюрківська — назва від Великої Юрківської вулиці , що була там раніше і яку пізніше було розділено на дві: Верхньоюрківську та Нижньоюрківську. Ще раніше на місці Верхньоюрківської вулиці була кінцева ділянка Багговутівської вулиці.     
З 1944 року мала назву Отто Шмідта у на честь радянського математика, геофізика, астронома, дослідника Арктики академіка Отто Шмідта, який мешкав на Верхньоюрківській вулиці в 1900-х — 1910-х роках. Сучасна назва на честь Великого князя київського, чернігівського та переяславського Володимира Мономаха — з 2024 року.  

## Проєкти перейменування
Під час опитування у застосунку «Київ Цифровий» щодо перейменування вулиці найбільше голосів (51%) отримав варіант  на честь Великого князя Київського Володимира Мономаха.

## Забудова
Частково збереглася малоповерхова забудова кінця XIX — початку ХХ століття (найбільше — на початку вулиці). На вулиці в юнацькі роки мешкав Отто Шмідт (будинок № 34, не зберігся). Також на вулиці (№ 40) мешкали основні фігуранти справи Бейліса (будинки також не збереглися).

## Цікаві факти
До вулиці Князя Володимира Мономаха прилучається Половецька вулиця, названа на згадку про половців, успішні воєнні походи проти яких цей князь здійснював у 1103, 1107, 1109 і 1111 роках.

## Зображення

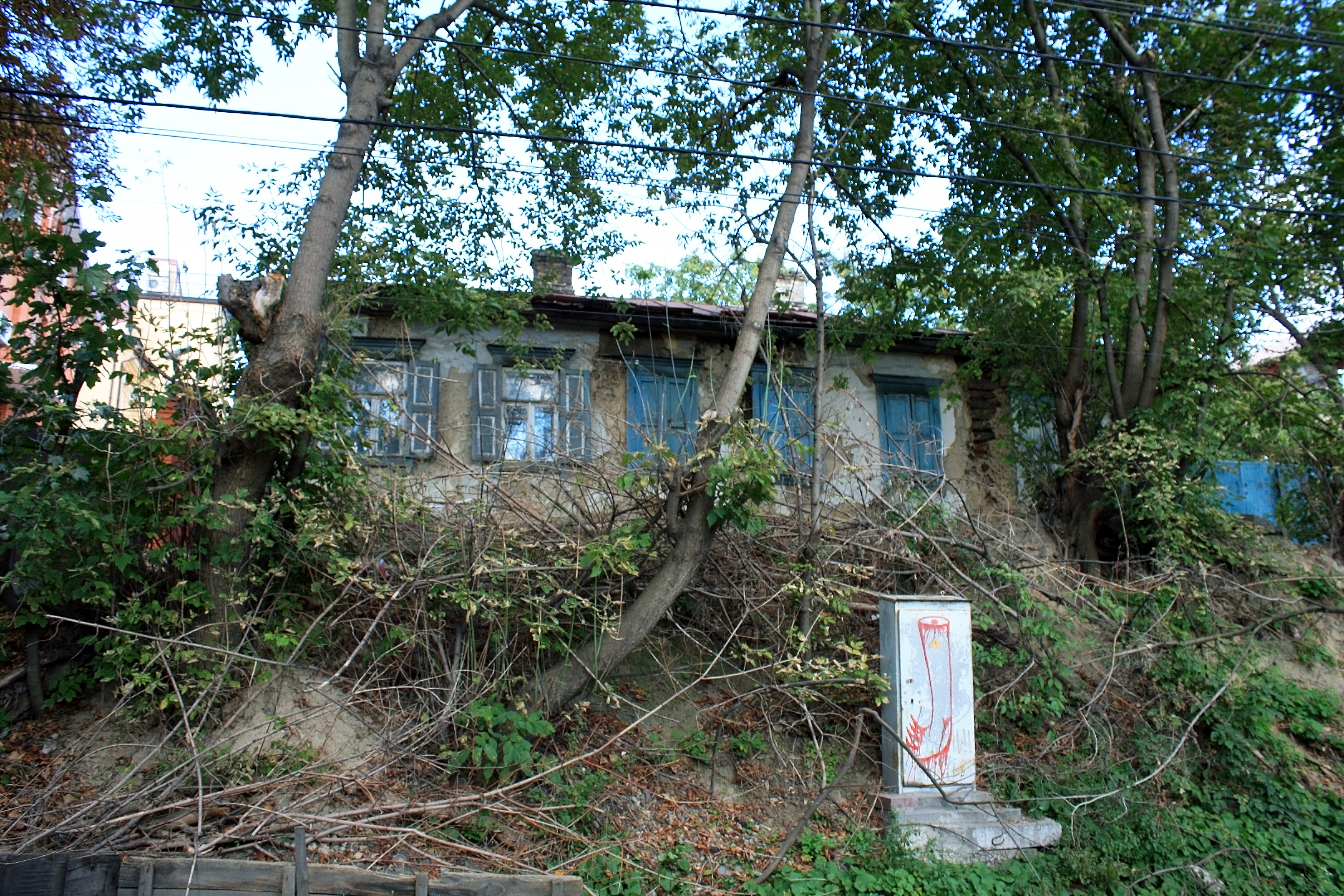
Будинок № 4
Будинок № 4. Фото 2024 року
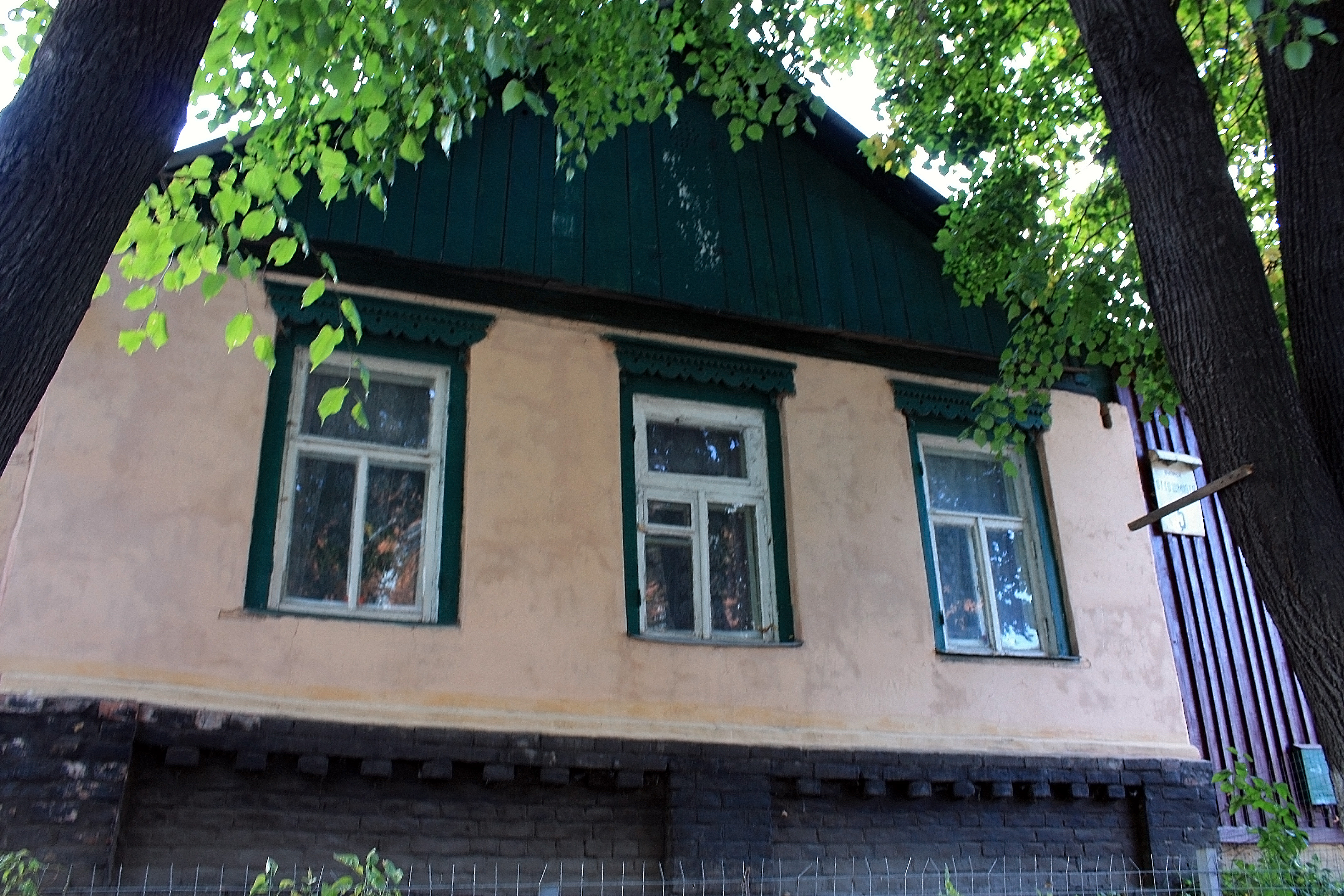
Будинок № 5
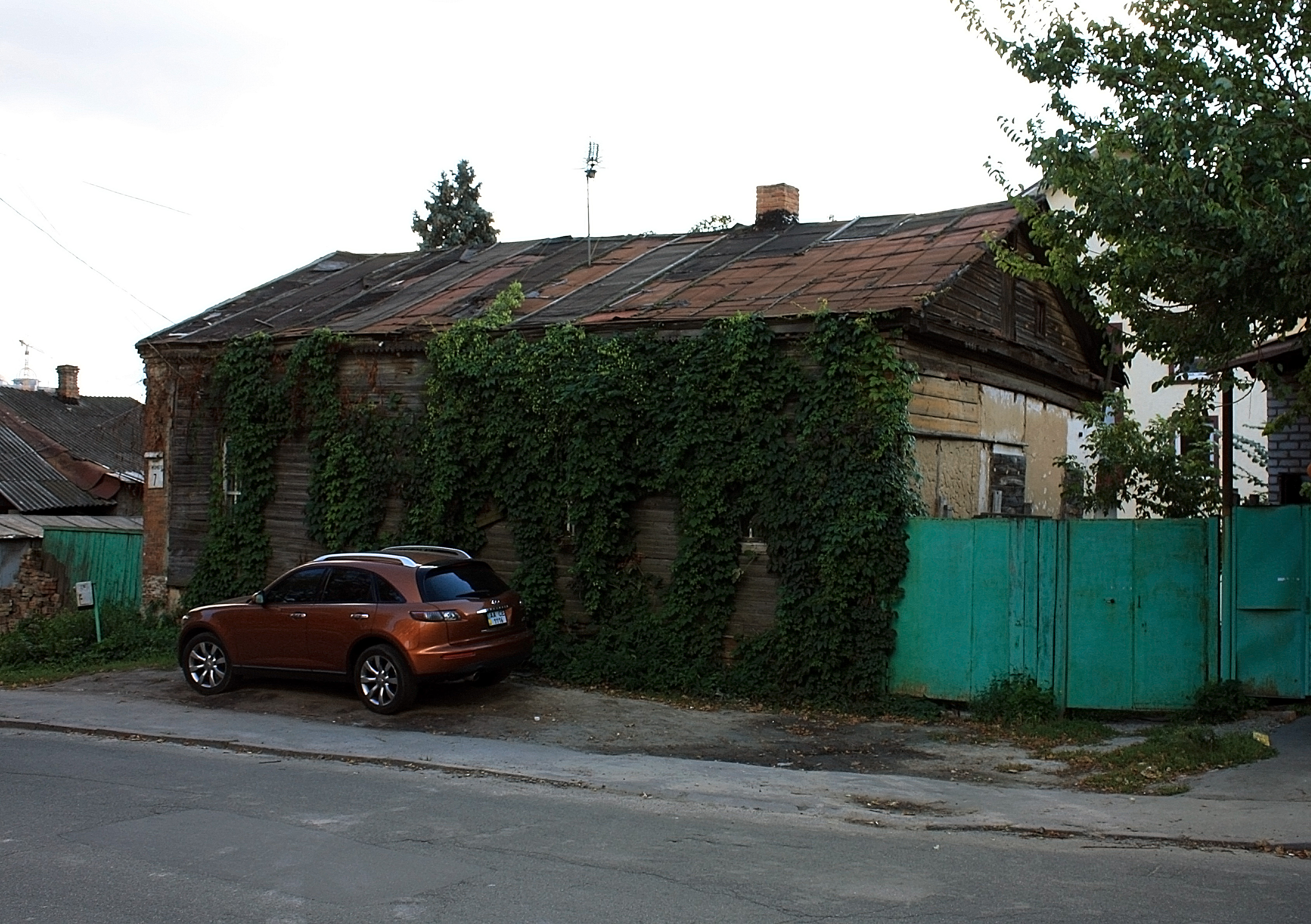
Будинок № 7
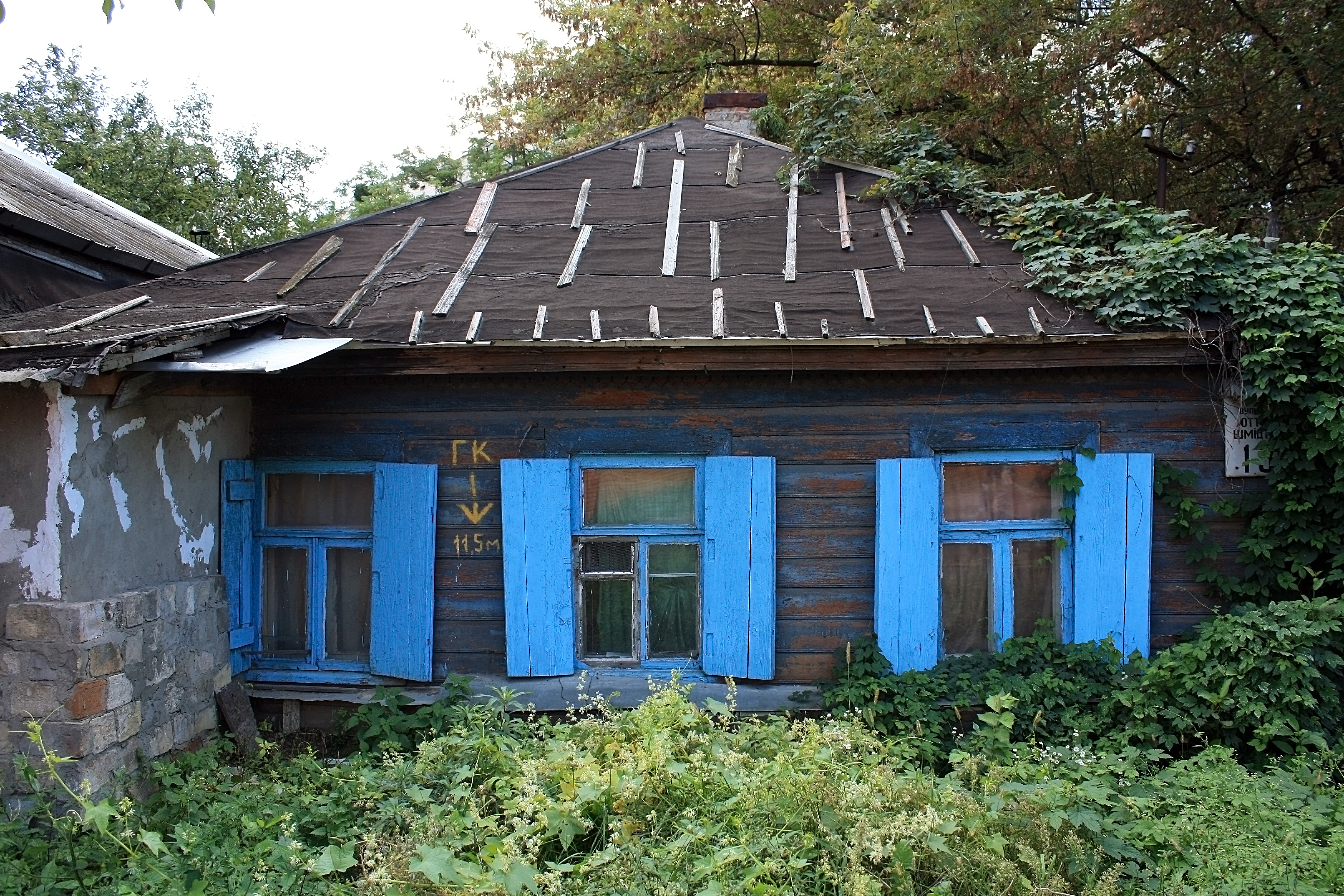
Будинок № 13
Будинок № 33
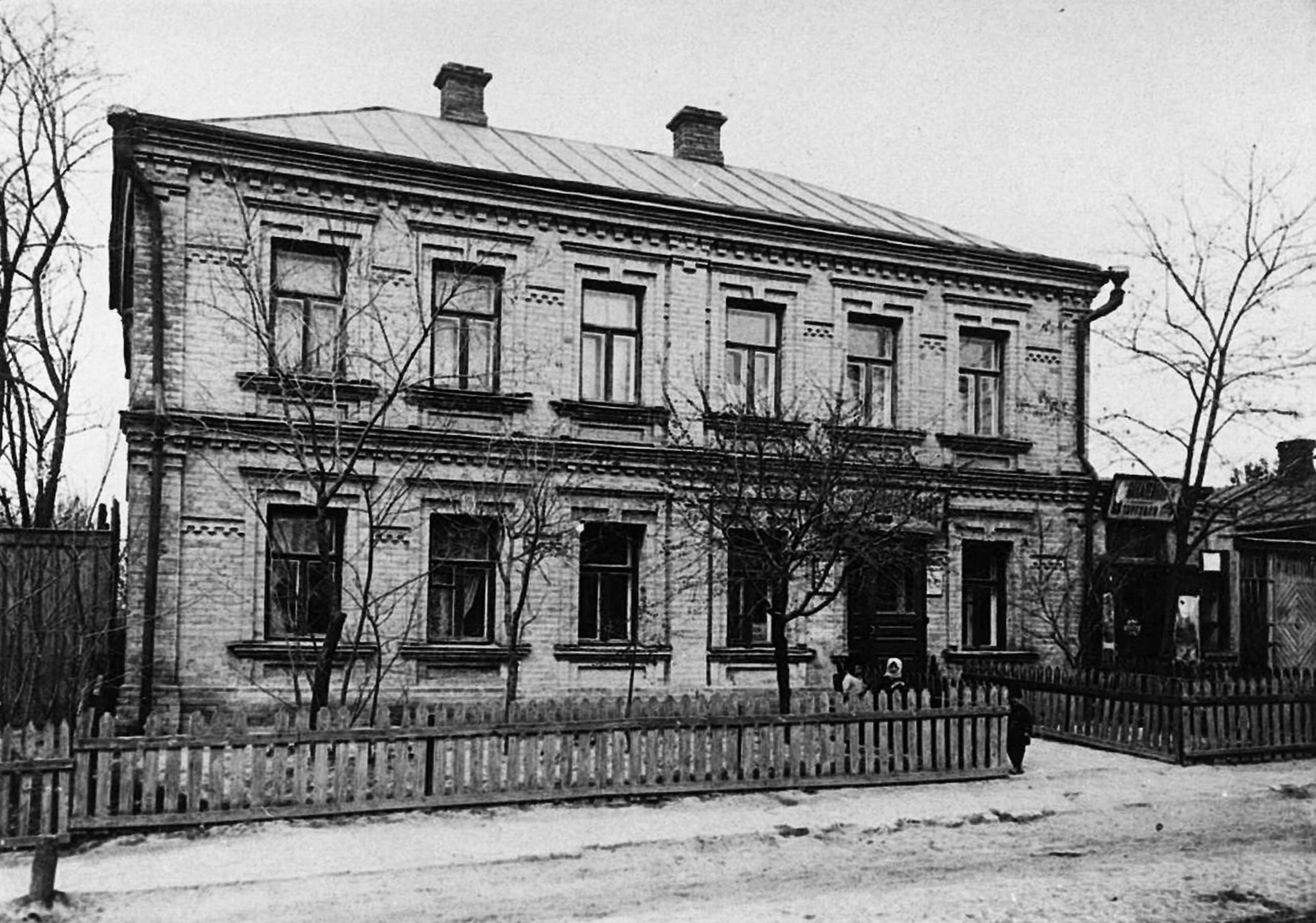
Будинок № 40 (1911)